# Sebastiania bilocularis
Sebastiania bilocularis är en törelväxtart som beskrevs av Sereno Watson. Sebastiania bilocularis ingår i släktet Sebastiania och familjen törelväxter. Inga underarter finns listade i Catalogue of Life.